# Kerry Milliken
Kerry Milliken, född den 10 december 1961, är en amerikansk ryttare.
Hon tog OS-brons i individuell fälttävlan i samband med de olympiska ridsporttävlingarna 1996 i Atlanta.